# فهرست شش‌خطی‌های ئی چینگ
| این نوشتار دربردارندهٔ متن چینی است. اگر مرورگر یا رایانه‌تان تنظیم نشده باشد ، به جای نویسه‌های حروف چینی s، علامت سؤال، مستطیل و علائم دیگر نمایش داده می‌شوند. |

در زیر فهرست تمامی ۶۴ شش‌خطی‌های (hexagram) کتاب ئی جینگ (کتاب تغییرات، Yi Jing) و کدهای کاراکترهای یونیکد آنها آورده شده‌است. این فهرست بر اساس مرتب‌سازی شاه ون به نمایش درآمده‌است.
| \| ۰۱ ䷀ \| ۰۲ ䷁ \| ۰۳ ䷂ \| ۰۴ ䷃ \| ۰۵ ䷄ \| ۰۶ ䷅ \| ۰۷ ䷆ \| ۰۸ ䷇ \| ۰۹ ䷈ \| ۱۰ ䷉ \| ۱۱ ䷊ \| ۱۲ ䷋ \| ۱۳ ䷌ \| ۱۴ ䷍ \| ۱۵ ䷎ \| ۱۶ ䷏ \| \| ۱۷ ䷐ \| ۱۸ ䷑ \| ۱۹ ䷒ \| ۲۰ ䷓ \| ۲۱ ䷔ \| ۲۲ ䷕ \| ۲۳ ䷖ \| ۲۴ ䷗ \| ۲۵ ䷘ \| ۲۶ ䷙ \| ۲۷ ䷚ \| ۲۸ ䷛ \| ۲۹ ䷜ \| ۳۰ ䷝ \| ۳۱ ䷞ \| ۳۲ ䷟ \| \| ۳۳ ䷠ \| ۳۴ ䷡ \| ۳۵ ䷢ \| ۳۶ ䷣ \| ۳۷ ䷤ \| ۳۸ ䷥ \| ۳۹ ䷦ \| ۴۰ ䷧ \| ۴۱ ䷨ \| ۴۲ ䷩ \| ۴۳ ䷪ \| ۴۴ ䷫ \| ۴۵ ䷬ \| ۴۶ ䷭ \| ۴۷ ䷮ \| ۴۸ ䷯ \| \| ۴۹ ䷰ \| ۵۰ ䷱ \| ۵۱ ䷲ \| ۵۲ ䷳ \| ۵۳ ䷴ \| ۵۴ ䷵ \| ۵۵ ䷶ \| ۵۶ ䷷ \| ۵۷ ䷸ \| ۵۸ ䷹ \| ۵۹ ䷺ \| ۶۰ ䷻ \| ۶۱ ䷼ \| ۶۲ ䷽ \| ۶۳ ䷾ \| ۶۴ ䷿ \| |      |      |      |      |      |      |      |      |      |      |      |      |      |      |      |
| ۰۱ ䷀ | ۰۲ ䷁ | ۰۳ ䷂ | ۰۴ ䷃ | ۰۵ ䷄ | ۰۶ ䷅ | ۰۷ ䷆ | ۰۸ ䷇ | ۰۹ ䷈ | ۱۰ ䷉ | ۱۱ ䷊ | ۱۲ ䷋ | ۱۳ ䷌ | ۱۴ ䷍ | ۱۵ ䷎ | ۱۶ ䷏ |
| ۱۷ ䷐ | ۱۸ ䷑ | ۱۹ ䷒ | ۲۰ ䷓ | ۲۱ ䷔ | ۲۲ ䷕ | ۲۳ ䷖ | ۲۴ ䷗ | ۲۵ ䷘ | ۲۶ ䷙ | ۲۷ ䷚ | ۲۸ ䷛ | ۲۹ ䷜ | ۳۰ ䷝ | ۳۱ ䷞ | ۳۲ ䷟ |
| ۳۳ ䷠ | ۳۴ ䷡ | ۳۵ ䷢ | ۳۶ ䷣ | ۳۷ ䷤ | ۳۸ ䷥ | ۳۹ ䷦ | ۴۰ ䷧ | ۴۱ ䷨ | ۴۲ ䷩ | ۴۳ ䷪ | ۴۴ ䷫ | ۴۵ ䷬ | ۴۶ ䷭ | ۴۷ ䷮ | ۴۸ ䷯ |
| ۴۹ ䷰ | ۵۰ ䷱ | ۵۱ ䷲ | ۵۲ ䷳ | ۵۳ ䷴ | ۵۴ ䷵ | ۵۵ ䷶ | ۵۶ ䷷ | ۵۷ ䷸ | ۵۸ ䷹ | ۵۹ ䷺ | ۶۰ ䷻ | ۶۱ ䷼ | ۶۲ ䷽ | ۶۳ ䷾ | ۶۴ ䷿ |

## شش‌خطی ۱
شش‌خطی ۱ به 乾 (تلفظ: qián؛ معنی: قدرت) نامگذاری شده‌است. دیگر نسخه‌های آن «آفریننده»، «کُنِش قوی»، «کلید» و «خدا» است. سه خطی درونی (پایینی) و بیرونی (بالایی) آن ☰، 乾 (قدرت) یا 天 (آسمان) است.
| کاراکتر                     | ䷀                   | ䷀                   |
| نام یونیکد                  | شش‌خطی بهشت آفریدگار | شش‌خطی بهشت آفریدگار |
| کد کاراکتر                  | decimal             | hex                 |
| یونی‌کد                      | 19904               | 4DC0                |
| یوتی‌اف-۸                    | 228 183 128         | E4 B7 80            |
| Numeric character reference | &#19904;            | &#x4DC0;            |

## شش‌خطی ۲
شش‌خطی ۲ به 坤 (تلفظ: kūn؛ معنی: کشتزار) نامگذاری شده‌است. دیگر نسخه‌های آن «پذیرنده»، «موافقت» و «جریان» است. سه خطی درونی (پایینی) و بیرونی (بالایی) آن ☷، 坤 (کشتزار) یا 地 (زمین) است.
| کاراکتر                     | ䷁                     | ䷁                     |
| نام یونیکد                  | شش‌خطی پذیرندگی و زمین | شش‌خطی پذیرندگی و زمین |
| کد کاراکتر                  | decimal               | hex                   |
| یونی‌کد                      | 19905                 | 4DC1                  |
| یوتی‌اف-۸                    | 228 183 129           | E4 B7 81              |
| Numeric character reference | &#19905;              | &#x4DC1;              |

## شش‌خطی ۳
شش‌خطی ۳ به 屯 (تلفظ: zhūn؛ معنی: جوانه) نامگذاری شده‌است. دیگر نسخه‌های آن «سختی در آغاز»، «گردآوری حمایت» و «انباشتن» است. سه خطی درونی (پایینی) آن ☳، 震 (لرزش) یا 雷 (تندر) و سه خطی بیرونی (بالایی) آن ☵، 坎 (حرص) یا 水 (آب) است.
| کاراکتر                     | ䷂                  | ䷂                  |
| نام یونیکد                  | شش‌خطی سختی در آغاز | شش‌خطی سختی در آغاز |
| کد کاراکتر                  | decimal            | hex                |
| یونی‌کد                      | 19906              | 4DC2               |
| یوتی‌اف-۸                    | 228 183 130        | E4 B7 82           |
| Numeric character reference | &#19906;           | &#x4DC2;           |

## شش‌خطی ۴
شش‌خطی ۴ به 蒙 (تلفظ: méng؛ معنی: پوشش) نامگذاری شده‌است. دیگر نسخه‌های آن «جوانی»، «نادانی»، «شاخهٔ جوان» و «دریافتن» است. سه خطی درونی (پایینی) آن ☵، 坎 (حرص) یا 水 (آب) و سه خطی بیرونی (بالایی) آن ☶، 艮 (مرز) یا 山 (کوه) است.
| کاراکتر                     | ䷃                   | ䷃                   |
| نام یونیکد                  | شش‌خطی نابخردی جوانی | شش‌خطی نابخردی جوانی |
| کد کاراکتر                  | decimal             | hex                 |
| یونی‌کد                      | 19907               | 4DC3                |
| یوتی‌اف-۸                    | 228 183 131         | E4 B7 83            |
| Numeric character reference | &#19907;            | &#x4DC3;            |

## شش‌خطی ۵
شش‌خطی ۵ به 需 (تلفظ: xū؛ معنی: انتظار) نامگذاری شده‌است. دیگر نسخه‌های آن «منتظر شدن»، «نمدار» و «رسیدن» است. سه خطی درونی (پایینی) آن ☰، 乾 (قدرت) یا 天 (بهشت) و سه خطی بیرونی (بالایی) آن ☵، 坎 (حرص) یا 水 (آب) است.
| کاراکتر                     | ䷄            | ䷄            |
| نام یونیکد                  | شش‌خطی انتظار | شش‌خطی انتظار |
| کد کاراکتر                  | decimal      | hex          |
| یونی‌کد                      | 19908        | 4DC4         |
| یوتی‌اف-۸                    | 228 183 132  | E4 B7 84     |
| Numeric character reference | &#19908;     | &#x4DC4;     |

## شش‌خطی ۶
شش‌خطی ۶ به 訟 (تلفظ: sòng؛ معنی: مشاجره) نامگذاری شده‌است. دیگر نسخه‌های آن «برخورد» و «دادخواهی» است. سه خطی درونی (پایینی) آن ☵، 坎 (حرص) یا 水 (آب) و سه خطی بیرونی (بالایی) آن ☰، 乾 (قدرت) یا 天 (بهشت) است.
| کاراکتر                     | ䷅            | ䷅            |
| نام یونیکد                  | شش‌خطی منازعه | شش‌خطی منازعه |
| کد کاراکتر                  | decimal      | hex          |
| یونی‌کد                      | 19909        | 4DC5         |
| یوتی‌اف-۸                    | 228 183 133  | E4 B7 85     |
| Numeric character reference | &#19909;     | &#x4DC5;     |

## شش‌خطی ۷
شش‌خطی ۷ به 師 (تلفظ: shī؛ معنی: رهبری) نامگذاری شده‌است. دیگر نسخه‌های آن «ارتش» و «سربازان» است. سه خطی درونی (پایینی) آن ☵، 坎 (حرص) یا 水 (آب) و سه خطی بیرونی (بالایی) آن ☷، 坤 (کشتزار) یا 地 (زمین) است.
| کاراکتر                     | ䷆           | ䷆          |
| نام یونیکد                  | شش‌خطی ارتش  | شش‌خطی ارتش |
| کد کاراکتر                  | decimal     | hex        |
| یونی‌کد                      | 19910       | 4DC6       |
| یوتی‌اف-۸                    | 228 183 134 | E4 B7 86   |
| Numeric character reference | &#19910;    | &#x4DC6;   |

## شش‌خطی ۸
شش‌خطی ۸ به 比 (تلفظ: bǐ؛ معنی: گروه‌بندی) نامگذاری شده‌است. دیگر نسخه‌های آن «کنار هم نگه‌داشتن» و «پیوستگی» است. سه خطی درونی (پایینی) آن ☷، 坤 (کشتزار) یا 地 (زمین) و سه خطی بیرونی (بالایی) آن ☵، 坎 (حرص) یا 水 (آب) است.
| کاراکتر                     | ䷇                      | ䷇                      |
| نام یونیکد                  | شش‌خطی یکپارچه نگهداشتن | شش‌خطی یکپارچه نگهداشتن |
| کد کاراکتر                  | decimal                | hex                    |
| یونی‌کد                      | 19911                  | 4DC7                   |
| یوتی‌اف-۸                    | 228 183 135            | E4 B7 87               |
| Numeric character reference | &#19911;               | &#x4DC7;               |

## شش‌خطی ۹
شش‌خطی ۹ به 小畜 (تلفظ: xiǎo chù؛ معنی: تودهٔ کوچک) نامگذاری شده‌است. دیگر نسخه‌های آن «قدرت رام کوچک» و «خرمن کوچک» است. سه خطی درونی (پایینی) آن ☰، 乾 (قدرت) یا 天 (بهشت) و سه خطی بیرونی (بالایی) آن ☴، 巽 (خاک) یا 風 (باد) است.
| کاراکتر                     | ䷈              | ䷈              |
| نام یونیکد                  | شش‌خطی رام کوچک | شش‌خطی رام کوچک |
| کد کاراکتر                  | decimal        | hex            |
| یونی‌کد                      | 19912          | 4DC8           |
| یوتی‌اف-۸                    | 228 183 136    | E4 B7 88       |
| Numeric character reference | &#19912;       | &#x4DC8;       |

## شش‌خطی ۱۰
شش‌خطی ۱۰ به 履 (تلفظ: lǚ؛ معنی: زیر پا گذاشتن) نامگذاری شده‌است. دیگر نسخه‌های آن «نقض کردن» و «ادامه دادن» است. سه خطی درونی (پایینی) آن ☱، 兌 (باز) یا 澤 (مرداب) و سه خطی بیرونی (بالایی) آن ☰، 乾 (قدرت) یا 天 (بهشت) است.
| کاراکتر                     | ䷉                 | ䷉                 |
| نام یونیکد                  | شش‌خطی گام برداشتن | شش‌خطی گام برداشتن |
| کد کاراکتر                  | decimal           | hex               |
| یونی‌کد                      | 19913             | 4DC9              |
| یوتی‌اف-۸                    | 228 183 137       | E4 B7 89          |
| Numeric character reference | &#19913;          | &#x4DC9;          |

## شش‌خطی ۱۱
شش‌خطی ۱۱ به 泰 (تلفظ: tài؛ معنی: آرامش) نامگذاری شده‌است. دیگر نسخه‌های آن «آرامش» و «بزرگی» است. سه خطی درونی (پایینی) آن ☰، 乾 (قدرت) یا 天 (بهشت) و سه خطی بیرونی (بالایی) آن ☷، 坤 (کشتزار) یا 地 (زمین) است.
| کاراکتر                     | ䷊           | ䷊           |
| نام یونیکد                  | شش‌خطی آرامش | شش‌خطی آرامش |
| کد کاراکتر                  | decimal     | hex         |
| یونی‌کد                      | 19914       | 4DCA        |
| یوتی‌اف-۸                    | 228 183 138 | E4 B7 8A    |
| Numeric character reference | &#19914;    | &#x4DCA;    |

## شش‌خطی ۱۲
شش‌خطی ۱۲ به 否 (تلفظ: pǐ؛ معنی: مانع) نامگذاری شده‌است. دیگر نسخه‌های آن «وقفه» (رکود) و «افراد خودخواه» است. سه خطی درونی (پایینی) آن ☷، 坤 (کشتزار) یا 地 (زمین) و سه خطی بیرونی (بالایی) آن ☰، 乾 (قدرت) یا 天 (بهشت) است.
| کاراکتر                     | ䷋           | ䷋          |
| نام یونیکد                  | شش‌خطی وقفه  | شش‌خطی وقفه |
| کد کاراکتر                  | decimal     | hex        |
| یونی‌کد                      | 19915       | 4DCB       |
| یوتی‌اف-۸                    | 228 183 139 | E4 B7 8B   |
| Numeric character reference | &#19915;    | &#x4DCB;   |

## شش‌خطی ۱۳
شش‌خطی ۱۳ به 同人 (تلفظ: tóng rén؛ معنی: سازگاری با دیگران) نامگذاری شده‌است. دیگر نسخه‌های آن «دوستی با مردمان» و «گردآوردن مردمان» است. سه خطی درونی (پایینی) آن ☲، 離 (درخشندگی) یا 火 (آتش) و سه خطی بیرونی (بالایی) آن ☰، 乾 (قدرت) یا 天 (بهشت) است.
| کاراکتر                     | ䷌           | ䷌           |
| نام یونیکد                  | شش‌خطی دوستی | شش‌خطی دوستی |
| کد کاراکتر                  | decimal     | hex         |
| یونی‌کد                      | 19916       | 4DCC        |
| یوتی‌اف-۸                    | 228 183 140 | E4 B7 8C    |
| Numeric character reference | &#19916;    | &#x4DCC;    |

## شش‌خطی ۱۴
شش‌خطی ۱۴ به 大有 (تلفظ: dà yǒu؛ معنی: دارایی بزرگ) نامگذاری شده‌است. دیگر نسخه‌های آن «دارایی‌های زیاد» و «ثروت زیاد» است. سه خطی درونی (پایینی) آن ☰، 乾 (قدرت) یا 天 (بهشت) و سه خطی بیرونی (بالایی) آن ☲، 離 (درخشندگی) یا 火 (آتش) است.
| کاراکتر                     | ䷍                  | ䷍                  |
| نام یونیکد                  | شش‌خطی دارایی بسیار | شش‌خطی دارایی بسیار |
| کد کاراکتر                  | decimal            | hex                |
| یونی‌کد                      | 19917              | 4DCD               |
| یوتی‌اف-۸                    | 228 183 141        | E4 B7 8D           |
| Numeric character reference | &#19917;           | &#x4DCD;           |

## شش‌خطی ۱۵
شش‌خطی ۱۵ به 謙 (تلفظ: qiān؛ معنی: فروتنی) نامگذاری شده‌است. دیگر نسخه‌های آن «تواضع» است. سه خطی درونی (پایینی) آن ☶، 艮 (مرز) یا 山 (کوه) و سه خطی بیرونی (بالایی) آن ☷، 坤 (کشتزار) یا 地 (زمین) است.
| کاراکتر                     | ䷎            | ䷎            |
| نام یونیکد                  | شش‌خطی فروتنی | شش‌خطی فروتنی |
| کد کاراکتر                  | decimal      | hex          |
| یونی‌کد                      | 19918        | 4DCE         |
| یوتی‌اف-۸                    | 228 183 142  | E4 B7 8E     |
| Numeric character reference | &#19918;     | &#x4DCE;     |

## شش‌خطی ۱۶
شش‌خطی ۱۶ به 豫 (تلفظ: yù؛ معنی: آماده شدن) نامگذاری شده‌است. دیگر نسخه‌های آن «اشتیاق» و «فزونی» است. سه خطی درونی (پایینی) آن ☷، 坤 (کشتزار) یا 地 (زمین) و سه خطی بیرونی (بالایی) آن ☳، 震 (لرزش) یا 雷 (تندر) است.
| کاراکتر                     | ䷏            | ䷏            |
| نام یونیکد                  | شش‌خطی اشتیاق | شش‌خطی اشتیاق |
| کد کاراکتر                  | decimal      | hex          |
| یونی‌کد                      | 19919        | 4DCF         |
| یوتی‌اف-۸                    | 228 183 143  | E4 B7 8F     |
| Numeric character reference | &#19919;     | &#x4DCF;     |

## شش‌خطی ۱۷
شش‌خطی ۱۷ به 隨 (تلفظ: suí؛ معنی: پیروی) نامگذاری شده‌است. دیگر نسخه‌های آن «اشتیاق» و «فزونی» است. سه خطی درونی (پایینی) آن ☳، 震 (لرزش) یا 雷 (تندر) و سه خطی بیرونی (بالایی) آن ☱، 兌 (باز) یا 澤 (مرداب) است.
| کاراکتر                     | ䷐           | ䷐           |
| نام یونیکد                  | شش‌خطی پیروی | شش‌خطی پیروی |
| کد کاراکتر                  | decimal     | hex         |
| یونی‌کد                      | 19920       | 4DD0        |
| یوتی‌اف-۸                    | 228 183 144 | E4 B7 90    |
| Numeric character reference | &#19920;    | &#x4DD0;    |

## شش‌خطی ۱۸
شش‌خطی ۱۸ به 蠱 (تلفظ: gŭ؛ معنی: اصلاح) نامگذاری شده‌است. دیگر نسخه‌های آن «کار بر چیزی که خراب شده»، «شاخه» و «تباه شدن» است. سه خطی درونی (پایینی) آن ☴، 巽 (خاک) یا 風 (باد) و سه خطی بیرونی (بالایی) آن ☶، 艮 (مرز) یا 山 (کوه) است.
| کاراکتر                     | ䷑                    | ䷑                    |
| نام یونیکد                  | شش‌خطی کار بر خراب‌شده | شش‌خطی کار بر خراب‌شده |
| کد کاراکتر                  | decimal              | hex                  |
| یونی‌کد                      | 19921                | 4DD1                 |
| یوتی‌اف-۸                    | 228 183 145          | E4 B7 91             |
| Numeric character reference | &#19921;             | &#x4DD1;             |

## شش‌خطی ۱۹
شش‌خطی ۱۹ به 臨 (تلفظ: lín؛ معنی: نزدیک شدن) نامگذاری شده‌است. دیگر نسخه‌های آن «دستیابی» و «جنگل» است. سه خطی درونی (پایینی) آن ☱، 兌 (باز) یا 澤 (مرداب) و سه خطی بیرونی (بالایی) آن ☷، 坤 (کشتزار) یا 地 (زمین) است.
| کاراکتر                     | ䷒             | ䷒             |
| نام یونیکد                  | شش‌خطی دستیابی | شش‌خطی دستیابی |
| کد کاراکتر                  | decimal       | hex           |
| یونی‌کد                      | 19922         | 4DD2          |
| یوتی‌اف-۸                    | 228 183 146   | E4 B7 92      |
| Numeric character reference | &#19922;      | &#x4DD2;      |

## شش‌خطی ۲۰
شش‌خطی ۲۰ به 觀 (تلفظ: guān؛ معنی: دیدگاه) نامگذاری شده‌است. دیگر نسخه‌های آن «تفکر» و «جستجو کردن» است. سه خطی درونی (پایینی) آن ☷، 坤 (کشتزار) یا 地 (زمین) و سه خطی بیرونی (بالایی) آن ☴، 巽 (خاک) یا 風 (باد) است.
| کاراکتر                     | ䷓           | ䷓          |
| نام یونیکد                  | شش‌خطی تامل  | شش‌خطی تامل |
| کد کاراکتر                  | decimal     | hex        |
| یونی‌کد                      | 19923       | 4DD3       |
| یوتی‌اف-۸                    | 228 183 147 | E4 B7 93   |
| Numeric character reference | &#19923;    | &#x4DD3;   |

## شش‌خطی ۲۱
شش‌خطی ۲۱ به 噬嗑 (تلفظ: shì kè؛ معنی: گاز موش) نامگذاری شده‌است. دیگر نسخه‌های آن «گاز گرفتن» و «گاز گرفتن و جویدن» است. سه خطی درونی (پایینی) آن ☳، 震 (لرزش) یا 雷 (تندر) و سه خطی بیرونی (بالایی) آن ☲، 離 (درخشندگی) یا 火 (آتش) است.
| کاراکتر                     | ䷔               | ䷔               |
| نام یونیکد                  | شش‌خطی گاز گرفتن | شش‌خطی گاز گرفتن |
| کد کاراکتر                  | decimal         | hex             |
| یونی‌کد                      | 19924           | 4DD4            |
| یوتی‌اف-۸                    | 228 183 148     | E4 B7 94        |
| Numeric character reference | &#19924;        | &#x4DD4;        |

## شش‌خطی ۲۲
شش‌خطی ۲۲ به 賁 (تلفظ: bì؛ معنی: آراستن) نامگذاری شده‌است. دیگر نسخه‌های آن «جذابیت» و «شاکوه و جلال» است. سه خطی درونی (پایینی) آن ☲، 離 (درخشندگی) یا 火 (آتش) و سه خطی بیرونی (بالایی) آن ☶، 艮 (مرز) یا 山 (کوه) است.
| کاراکتر                     | ䷕            | ䷕            |
| نام یونیکد                  | شش‌خطی جذابیت | شش‌خطی جذابیت |
| کد کاراکتر                  | decimal      | hex          |
| یونی‌کد                      | 19925        | 4DD5         |
| یوتی‌اف-۸                    | 228 183 149  | E4 B7 95     |
| Numeric character reference | &#19925;     | &#x4DD5;     |

## شش‌خطی ۲۳
شش‌خطی ۲۳ به 剝 (تلفظ: bō؛ معنی: تهی کردن) نامگذاری شده‌است. دیگر نسخه‌های آن «شکافتن» و «پاره پاره کردن» است. سه خطی درونی (پایینی) آن ☷، 坤 (کشتزار) یا 地 (زمین) و سه خطی بیرونی (بالایی) آن ☶، 艮 (مرز) یا 山 (کوه) است.
| کاراکتر                     | ䷖                     | ䷖                     |
| نام یونیکد                  | شش‌خطی از هم پاره کردن | شش‌خطی از هم پاره کردن |
| کد کاراکتر                  | decimal               | hex                   |
| یونی‌کد                      | 19926                 | 4DD6                  |
| یوتی‌اف-۸                    | 228 183 150           | E4 B7 96              |
| Numeric character reference | &#19926;              | &#x4DD6;              |

## شش‌خطی ۲۴
شش‌خطی ۲۴ به 復 (تلفظ: fù؛ معنی: بازگشت) نامگذاری شده‌است. دیگر نسخهٔ آن «نقطهٔ بازگشت» است. سه خطی درونی (پایینی) آن ☳، 震 (لرزش) یا 雷 (تندر) و سه خطی بیرونی (بالایی) آن ☷، 坤 (کشتزار) یا 地 (زمین) است.
| کاراکتر                     | ䷗            | ䷗            |
| نام یونیکد                  | شش‌خطی بازگشت | شش‌خطی بازگشت |
| کد کاراکتر                  | decimal      | hex          |
| یونی‌کد                      | 19927        | 4DD7         |
| یوتی‌اف-۸                    | 228 183 151  | E4 B7 97     |
| Numeric character reference | &#19927;     | &#x4DD7;     |

## شش‌خطی ۲۵
شش‌خطی ۲۵ به 無妄 (تلفظ: wú wàng؛ معنی: بدون درگیری) نامگذاری شده‌است. دیگر نسخه‌های آن «بی‌گناهی» و «ناخوشی فراگیر» است. سه خطی درونی (پایینی) آن ☳، 震 (لرزش) یا 雷 (تندر) و سه خطی بیرونی (بالایی) آن ☰، 乾 (قدرت) یا 天 (بهشت) است.
| کاراکتر                     | ䷘             | ䷘             |
| نام یونیکد                  | شش‌خطی بی‌گناهی | شش‌خطی بی‌گناهی |
| کد کاراکتر                  | decimal       | hex           |
| یونی‌کد                      | 19928         | 4DD8          |
| یوتی‌اف-۸                    | 228 183 152   | E4 B7 98      |
| Numeric character reference | &#19928;      | &#x4DD8;      |

## شش‌خطی ۲۶
شش‌خطی ۲۶ به 大畜 (تلفظ: dà chù؛ معنی: جمع بزرگ) نامگذاری شده‌است. دیگر نسخه‌های آن «قدرت رام بزرگ»، «انبار بزرگ» و «انرژی پتانسیل» است. سه خطی درونی (پایینی) آن ☰، 乾 (قدرت) یا 天 (بهشت) و سه خطی بیرونی (بالایی) آن ☶، 艮 (مرز) یا 山 (کوه) است.
| کاراکتر                     | ䷙               | ䷙               |
| نام یونیکد                  | شش‌خطی اهلی بزرگ | شش‌خطی اهلی بزرگ |
| کد کاراکتر                  | decimal         | hex             |
| یونی‌کد                      | 19929           | 4DD9            |
| یوتی‌اف-۸                    | 228 183 153     | E4 B7 99        |
| Numeric character reference | &#19929;        | &#x4DD9;        |

## شش‌خطی ۲۷
شش‌خطی ۲۷ به 頤 (تلفظ: yí؛ معنی: بلعیدن) نامگذاری شده‌است. دیگر نسخه‌های آن «گوشه‌های دهان»، «آرواره‌ها» و «راحتی/امنیت» است. سه خطی درونی (پایینی) آن ☳، 震 (لرزش) یا 雷 (تندر) و سه خطی بیرونی (بالایی) آن ☶، 艮 (مرز) یا 山 (کوه) است.
| کاراکتر                     | ䷚                  | ䷚                  |
| نام یونیکد                  | شش‌خطی گوشه‌های دهان | شش‌خطی گوشه‌های دهان |
| کد کاراکتر                  | decimal            | hex                |
| یونی‌کد                      | 19930              | 4DDA               |
| یوتی‌اف-۸                    | 228 183 154        | E4 B7 9A           |
| Numeric character reference | &#19930;           | &#x4DDA;           |

## شش‌خطی ۲۸
شش‌خطی ۲۸ به 大過 (تلفظ: dà guò؛ معنی: زیاده‌روی بزرگ) نامگذاری شده‌است. دیگر نسخه‌های آن «فضیلت فزونی»، «برتری زیاد» و «جرم بحرانی» است. سه خطی درونی (پایینی) آن ☴، 巽 (خاک) یا 風 (باد) و سه خطی بیرونی (بالایی) آن ☱، 兌 (باز) یا 澤 (مرداب) است.
| کاراکتر                     | ䷛                | ䷛                |
| نام یونیکد                  | شش‌خطی برتری زیاد | شش‌خطی برتری زیاد |
| کد کاراکتر                  | decimal          | hex              |
| یونی‌کد                      | 19931            | 4DDB             |
| یوتی‌اف-۸                    | 228 183 155      | E4 B7 9B         |
| Numeric character reference | &#19931;         | &#x4DDB;         |

## شش‌خطی ۲۹
شش‌خطی ۲۹ به 坎 (تلفظ: kǎn؛ معنی: حرص) نامگذاری شده‌است. دیگر نسخه‌های آن «گرداب» و «فریب‌خوردگی دوباره» است. سه خطی درونی (پایینی) و بیرونی (بالایی) آن ☵، 坎 (حرص) یا 水 (آب) است.
| کاراکتر                     | ䷜            | ䷜            |
| نام یونیکد                  | شش‌خطی آب ژرف | شش‌خطی آب ژرف |
| کد کاراکتر                  | decimal      | hex          |
| یونی‌کد                      | 19932        | 4DDC         |
| یوتی‌اف-۸                    | 228 183 156  | E4 B7 9C     |
| Numeric character reference | &#19932;     | &#x4DDC;     |

## شش‌خطی ۳۰
شش‌خطی ۲۹ به 離 (تلفظ: lí؛ معنی: درخشش) نامگذاری شده‌است. دیگر نسخه‌های آن «آتش پیوسته» و «تور» است. سه خطی درونی (پایینی) و بیرونی (بالایی) آن ☲، 離 (درخشندگی) یا 火 (آتش) است.
| character                   | ䷝                | ䷝                |
| نام یونیکد                  | شش‌خطی آتش پیوسته | شش‌خطی آتش پیوسته |
| کد کاراکتر                  | decimal          | hex              |
| یونی‌کد                      | 19933            | 4DDD             |
| یوتی‌اف-۸                    | 228 183 157      | E4 B7 9D         |
| Numeric character reference | &#19933;         | &#x4DDD;         |

## شش‌خطی ۳۱
شش‌خطی ۳۱ به 咸 (تلفظ: xián؛ معنی: پیوستن) نامگذاری شده‌است. دیگر نسخه‌های آن «تاثیر (عاشقانه)» و «احساسات» است. سه خطی درونی (پایینی) آن ☶، 艮 (مرز) یا 山 (کوه) و سه خطی بیرونی (بالایی) آن ☱، 兌 (باز) یا 澤 (مرداب) است.
| کاراکتر                     | ䷞           | ䷞           |
| نام یونیکد                  | شش‌خطی تاثیر | شش‌خطی تاثیر |
| کد کاراکتر                  | decimal     | hex         |
| یونی‌کد                      | 19934       | 4DDE        |
| یوتی‌اف-۸                    | 228 183 158 | E4 B7 9E    |
| Numeric character reference | &#19934;    | &#x4DDE;    |

## شش‌خطی ۳۲
شش‌خطی ۳۲ به 恆 (تلفظ: héng؛ معنی: پشتکار) نامگذاری شده‌است. دیگر نسخه‌های آن «تداوم» و «پایداری» است. سه خطی درونی (پایینی) آن ☴، 巽 (خاک) یا 風 (باد) و سه خطی بیرونی (بالایی) آن ☳، 震 (لرزش) یا 雷 (تندر) است.
| کاراکتر                     | ䷟           | ䷟           |
| نام یونیکد                  | شش‌خطی تداوم | شش‌خطی تداوم |
| کد کاراکتر                  | decimal     | hex         |
| یونی‌کد                      | 19935       | 4DDF        |
| یوتی‌اف-۸                    | 228 183 159 | E4 B7 9F    |
| Numeric character reference | &#19935;    | &#x4DDF;    |

## شش‌خطی ۳۳
شش‌خطی ۳۳ به 遯 (تلفظ: dùn؛ معنی: کناره‌گیری) نامگذاری شده‌است. دیگر نسخه‌های آن «گوشه‌گیری» و «واگذار کردن» است. سه خطی درونی (پایینی) آن ☶، 艮 (مرز) یا 山 (کوه) و سه خطی بیرونی (بالایی) آن ☰، 乾 (قدرت) یا 天 (بهشت) است.
| کاراکتر                     | ䷠              | ䷠              |
| نام یونیکد                  | شش‌خطی گوشه‌گیری | شش‌خطی گوشه‌گیری |
| کد کاراکتر                  | decimal        | hex            |
| یونی‌کد                      | 19936          | 4DE0           |
| یوتی‌اف-۸                    | 228 183 160    | E4 B7 A0       |
| Numeric character reference | &#19936;       | &#x4DE0;       |

## شش‌خطی ۳۴
شش‌خطی ۳۴ به 大壯 (تلفظ: dà zhuàng؛ معنی: تقویت زیاد) نامگذاری شده‌است. دیگر نسخه‌های آن «قدرت زیاد» و «بلوغ زیاد» است. سه خطی درونی (پایینی) آن ☰، 乾 (قدرت) یا 天 (بهشت) و سه خطی بیرونی (بالایی) آن ☳، 震 (لرزش) یا 雷 (تندر) است.
| کاراکتر                     | ䷡               | ䷡               |
| نام یونیکد                  | شش‌خطی قدرت زیاد | شش‌خطی قدرت زیاد |
| کد کاراکتر                  | decimal         | hex             |
| یونی‌کد                      | 19937           | 4DE1            |
| یوتی‌اف-۸                    | 228 183 161     | E4 B7 A1        |
| Numeric character reference | &#19937;        | &#x4DE1;        |

## شش‌خطی ۳۵
شش‌خطی ۳۵ به 晉 (تلفظ: jìn؛ معنی: کامیابی) نامگذاری شده‌است. دیگر نسخه‌های آن «پیشرفت» و «آب» است. سه خطی درونی (پایینی) آن ☷، 坤 (کشتزار) یا 地 (زمین) و سه خطی بیرونی (بالایی) آن ☲، 離 (درخشندگی) یا 火 (آتش) است.
| کاراکتر                     | ䷢            | ䷢            |
| نام یونیکد                  | شش‌خطی پیشرفت | شش‌خطی پیشرفت |
| کد کاراکتر                  | decimal      | hex          |
| یونی‌کد                      | 19938        | 4DE2         |
| یوتی‌اف-۸                    | 228 183 162  | E4 B7 A2     |
| Numeric character reference | &#19938;     | &#x4DE2;     |

## شش‌خطی ۳۶
شش‌خطی ۳۶ به 明夷 (تلفظ: míng yí؛ معنی: کم شدن نور) نامگذاری شده‌است. دیگر نسخه‌های آن «کم شدن درخشش» و «فراست پنهان» است. سه خطی درونی (پایینی) آن ☲، 離 (درخشندگی) یا 火 (آتش) و سه خطی بیرونی (بالایی) آن ☷، 坤 (کشتزار) یا 地 (زمین) است.
| کاراکتر                     | ䷣                | ䷣                |
| نام یونیکد                  | شش‌خطی کم شدن نور | شش‌خطی کم شدن نور |
| کد کاراکتر                  | decimal          | hex              |
| یونی‌کد                      | 19939            | 4DE3             |
| یوتی‌اف-۸                    | 228 183 163      | E4 B7 A3         |
| Numeric character reference | &#19939;         | &#x4DE3;         |

## شش‌خطی ۳۷
شش‌خطی ۳۷ به 家人 (تلفظ: jiā rén؛ معنی: مسکن افراد) نامگذاری شده‌است. دیگر نسخه‌های آن «خاندان» و «اعضای خانواده» است. سه خطی درونی (پایینی) آن ☲، 離 (درخشندگی) یا 火 (آتش) و سه خطی بیرونی (بالایی) آن ☴، 巽 (خاک) یا 風 (باد) است.
| کاراکتر                     | ䷤             | ䷤             |
| نام یونیکد                  | شش‌خطی خانواده | شش‌خطی خانواده |
| کد کاراکتر                  | decimal       | hex           |
| یونی‌کد                      | 19940         | 4DE4          |
| یوتی‌اف-۸                    | 228 183 164   | E4 B7 A4      |
| Numeric character reference | &#19940;      | &#x4DE4;      |

## شش‌خطی ۳۸
شش‌خطی ۳۸ به 睽 (تلفظ: kuí؛ معنی: Polarising) نامگذاری شده‌است. دیگر نسخه‌های آن «مخالفت» و «انحراف» است. سه خطی درونی (پایینی) آن ☱، 兌 (باز) یا 澤 (مرداب) و سه خطی بیرونی (بالایی) آن ☲، 離 (درخشندگی) یا 火 (آتش) است.
| کاراکتر                     | ䷥           | ䷥           |
| نام یونیکد                  | شش‌خطی مخالف | شش‌خطی مخالف |
| کد کاراکتر                  | decimal     | hex         |
| یونی‌کد                      | 19941       | 4DE5        |
| یوتی‌اف-۸                    | 228 183 165 | E4 B7 A5    |
| Numeric character reference | &#19941;    | &#x4DE5;    |

## شش‌خطی ۳۹
شش‌خطی ۳۹ به 蹇 (تلفظ: jiǎn؛ معنی: لنگیدن) نامگذاری شده‌است. دیگر نسخه‌های آن «مانع» و «برپا» است. سه خطی درونی (پایینی) آن ☶، 艮 (مرز) یا 山 (کوه) و سه خطی بیرونی (بالایی) آن ☵، 坎 (حرص) یا 水 (آب) است.
| کاراکتر                     | ䷦           | ䷦          |
| نام یونیکد                  | شش‌خطی مانع  | شش‌خطی مانع |
| کد کاراکتر                  | decimal     | hex        |
| یونی‌کد                      | 19942       | 4DE6       |
| یوتی‌اف-۸                    | 228 183 166 | E4 B7 A6   |
| Numeric character reference | &#19942;    | &#x4DE6;   |

## شش‌خطی ۴۰
شش‌خطی ۴۰ به 解 (تلفظ: xiè؛ معنی: جدا کردن) نامگذاری شده‌است. دیگر نسخه‌های آن «رستگاری» و «حل کردن» است. سه خطی درونی (پایینی) آن ☵، 坎 (حرص) یا 水 (آب) و سه خطی بیرونی (بالایی) آن ☳، 震 (لرزش) یا 雷 (تندر) است.
| کاراکتر                     | ䷧             | ䷧             |
| نام یونیکد                  | شش‌خطی رستگاری | شش‌خطی رستگاری |
| کد کاراکتر                  | decimal       | hex           |
| یونی‌کد                      | 19943         | 4DE7          |
| یوتی‌اف-۸                    | 228 183 167   | E4 B7 A7      |
| Numeric character reference | &#19943;      | &#x4DE7;      |

## شش‌خطی ۴۱
شش‌خطی ۴۱ به 損 (تلفظ: sǔn؛ معنی: نقصان) نامگذاری شده‌است. دیگر نسخه آن «کاهش» است. سه خطی درونی (پایینی) آن ☱، 兌 (باز) یا 澤 (مرداب) و سه خطی بیرونی (بالایی) آن ☶، 艮 (مرز) یا 山 (کوه) است.
| کاراکتر                     | ䷨           | ䷨          |
| نام یونیکد                  | شش‌خطی کاهش  | شش‌خطی کاهش |
| کد کاراکتر                  | decimal     | hex        |
| یونی‌کد                      | 19944       | 4DE8       |
| یوتی‌اف-۸                    | 228 183 168 | E4 B7 A8   |
| Numeric character reference | &#19944;    | &#x4DE8;   |

## شش‌خطی ۴۲
شش‌خطی ۴۲ به 益 (تلفظ: yì؛ معنی: تکمیل) نامگذاری شده‌است. دیگر نسخه آن «افزایش» است. سه خطی درونی (پایینی) آن ☳، 震 (لرزش) یا 雷 (تندر) و سه خطی بیرونی (بالایی) آن ☴، 巽 (خاک) یا 風 (باد) است.
| کاراکتر                     | ䷩            | ䷩            |
| نام یونیکد                  | شش‌خطی افزایش | شش‌خطی افزایش |
| کد کاراکتر                  | decimal      | hex          |
| یونی‌کد                      | 19945        | 4DE9         |
| یوتی‌اف-۸                    | 228 183 169  | E4 B7 A9     |
| Numeric character reference | &#19945;     | &#x4DE9;     |

## شش‌خطی ۴۳
شش‌خطی ۴۳ به 夬 (تلفظ: guài؛ معنی: جانشین‌سازی) نامگذاری شده‌است. دیگر نسخه‌های آن «پابرجا» و «جداسازی» است. سه خطی درونی (پایینی) آن ☰، 乾 (قدرت) یا 天 (بهشت) و سه خطی بیرونی (بالایی) آن ☱، 兌 (باز) یا 澤 (مرداب) است.
| کاراکتر                     | ䷪                  | ䷪                  |
| نام یونیکد                  | شش‌خطی عبور از مانع | شش‌خطی عبور از مانع |
| کد کاراکتر                  | decimal            | hex                |
| یونی‌کد                      | 19946              | 4DEA               |
| یوتی‌اف-۸                    | 228 183 170        | E4 B7 AA           |
| Numeric character reference | &#19946;           | &#x4DEA;           |

## شش‌خطی ۴۴
شش‌خطی ۴۴ به 姤 (تلفظ: gòu؛ معنی: اتصال) نامگذاری شده‌است. دیگر نسخه‌های آن «ملاقات» و «آمدن به ملاقات» است. سه خطی درونی (پایینی) آن ☴، 巽 (خاک) یا 風 (باد) و سه خطی بیرونی (بالایی) آن ☰، 乾 (قدرت) یا 天 (بهشت) است.
| کاراکتر                     | ䷫                    | ䷫                    |
| نام یونیکد                  | شش‌خطی آمدن به ملاقات | شش‌خطی آمدن به ملاقات |
| کد کاراکتر                  | decimal              | hex                  |
| یونی‌کد                      | 19947                | 4DEB                 |
| یوتی‌اف-۸                    | 228 183 171          | E4 B7 AB             |
| Numeric character reference | &#19947;             | &#x4DEB;             |

## شش‌خطی ۴۵
شش‌خطی ۴۵ به 萃 (تلفظ: cuì؛ معنی: دسته‌بندی) نامگذاری شده‌است. دیگر نسخه‌های آن «گرد هم آوردن» و «پایان‌یافته» است. سه خطی درونی (پایینی) آن ☷، 坤 (کشتزار) یا 地 (زمین) و سه خطی بیرونی (بالایی) آن ☱، 兌 (باز) یا 澤 (مرداب) است.
| کاراکتر                     | ䷬                  | ䷬                  |
| نام یونیکد                  | شش‌خطی گرد هم آوردن | شش‌خطی گرد هم آوردن |
| کد کاراکتر                  | decimal            | hex                |
| یونی‌کد                      | 19948              | 4DEC               |
| یوتی‌اف-۸                    | 228 183 172        | E4 B7 AC           |
| Numeric character reference | &#19948;           | &#x4DEC;           |

## شش‌خطی ۴۶
شش‌خطی ۴۶ به 升 (تلفظ: shēng؛ معنی: بالا رفتن) نامگذاری شده‌است. دیگر نسخه آن «سوق دادن به بالا» است. سه خطی درونی (پایینی) آن ☴، 巽 (خاک) یا 風 (باد) و سه خطی بیرونی (بالایی) آن ☷، 坤 (کشتزار) یا 地 (زمین) است.
| کاراکتر                     | ䷭                      | ䷭                      |
| نام یونیکد                  | شش‌خطی سوق دادن به بالا | شش‌خطی سوق دادن به بالا |
| کد کاراکتر                  | decimal                | hex                    |
| یونی‌کد                      | 19949                  | 4DED                   |
| یوتی‌اف-۸                    | 228 183 173            | E4 B7 AD               |
| Numeric character reference | &#19949;               | &#x4DED;               |

## شش‌خطی ۴۷
شش‌خطی ۴۷ به 困 (تلفظ: kùn؛ معنی: محدوده) نامگذاری شده‌است. دیگر نسخه‌های آن «فشار خستگی» و «گرفتار» است. سه خطی درونی (پایینی) آن ☵، 坎 (حرص) یا 水 (آب) و سه خطی بیرونی (بالایی) آن ☱، 兌 (باز) یا 澤 (مرداب) است.
| کاراکتر                     | ䷮             | ䷮             |
| نام یونیکد                  | شش‌خطی گرفتاری | شش‌خطی گرفتاری |
| کد کاراکتر                  | decimal       | hex           |
| یونی‌کد                      | 19950         | 4DEE          |
| یوتی‌اف-۸                    | 228 183 174   | E4 B7 AE      |
| Numeric character reference | &#19950;      | &#x4DEE;      |

## شش‌خطی ۴۸
شش‌خطی ۴۸ به 井 (تلفظ: jǐng؛ معنی: خوب بودن) نامگذاری شده‌است. سه خطی درونی (پایینی) آن ☴، 巽 (خاک) یا 風 (باد) و سه خطی بیرونی (بالایی) آن ☵، 坎 (حرص) یا 水 (آب) است.
| کاراکتر                     | ䷯           | ䷯          |
| نام یونیکد                  | شش‌خطی خوبی  | شش‌خطی خوبی |
| کد کاراکتر                  | decimal     | hex        |
| یونی‌کد                      | 19951       | 4DEF       |
| یوتی‌اف-۸                    | 228 183 175 | E4 B7 AF   |
| Numeric character reference | &#19951;    | &#x4DEF;   |

## شش‌خطی ۴۹
شش‌خطی ۴۹ به 革 (تلفظ: gé؛ معنی: پوست کندن) نامگذاری شده‌است. دیگر نسخه‌های آن، «انقلاب» و «کنترل کردن» است. سه خطی درونی (پایینی) آن ☲، 離 (درخشندگی) یا 火 (آتش) و سه خطی بیرونی (بالایی) آن ☱، 兌 (باز) یا 澤 (مرداب) است.
| کاراکتر                     | ䷰            | ䷰            |
| نام یونیکد                  | شش‌خطی انقلاب | شش‌خطی انقلاب |
| کد کاراکتر                  | decimal      | hex          |
| یونی‌کد                      | 19952        | 4DF0         |
| یوتی‌اف-۸                    | 228 183 176  | E4 B7 B0     |
| Numeric character reference | &#19952;     | &#x4DF0;     |

## شش‌خطی ۵۰
شش‌خطی ۵۰ به 鼎 (تلفظ: dǐng؛ معنی: دارایی) نامگذاری شده‌است. دیگر نسخه‌های آن، «دیگ» است. سه خطی درونی (پایینی) آن ☴، 巽 (خاک) یا 風 (باد) و سه خطی بیرونی (بالایی) آن ☲، 離 (درخشندگی) یا 火 (آتش) است.
| کاراکتر                     | ䷱           | ䷱         |
| نام یونیکد                  | شش‌خطی دیگ   | شش‌خطی دیگ |
| کد کاراکتر                  | decimal     | hex       |
| یونی‌کد                      | 19953       | 4DF1      |
| یوتی‌اف-۸                    | 228 183 177 | E4 B7 B1  |
| Numeric character reference | &#19953;    | &#x4DF1;  |

## شش‌خطی ۵۱
شش‌خطی ۵۱ به 震 (تلفظ: zhèn؛ معنی: تکان دادن) نامگذاری شده‌است. دیگر نسخه‌های آن، «برانگیختن (شوک، تندر)» و «تندر» است. سه خطی درونی (پایینی) و بیرونی (بالایی) آن ☳، 震 (لرزش) یا 雷 (تندر) است.
| کاراکتر                     | ䷲                       | ䷲                       |
| نام یونیکد                  | شش‌خطی تندر برانگیزاننده | شش‌خطی تندر برانگیزاننده |
| کد کاراکتر                  | decimal                 | hex                     |
| یونی‌کد                      | 19954                   | 4DF2                    |
| یوتی‌اف-۸                    | 228 183 178             | E4 B7 B2                |
| Numeric character reference | &#19954;                | &#x4DF2;                |

## شش‌خطی ۵۲
شش‌خطی ۵۲ به 艮 (تلفظ: gèn؛ معنی: مرز) نامگذاری شده‌است. دیگر نسخه‌های آن، «کوه ثابت» و «آرام و خاموش» است. سه خطی درونی (پایینی) و بیرونی (بالایی) آن ☶، 艮 (مرز) یا 山 (کوه) است.
| کاراکتر                     | ䷳                      | ䷳                      |
| نام یونیکد                  | شش‌خطی کوه آرام و خاموش | شش‌خطی کوه آرام و خاموش |
| کد کاراکتر                  | decimal                | hex                    |
| یونی‌کد                      | 19955                  | 4DF3                   |
| یوتی‌اف-۸                    | 228 183 179            | E4 B7 B3               |
| Numeric character reference | &#19955;               | &#x4DF3;               |

## شش‌خطی ۵۳
شش‌خطی ۵۳ به 漸 (تلفظ: jiàn؛ معنی: نفوذ کردن) نامگذاری شده‌است. دیگر نسخهٔ آن، «پیشرفت تدریجی» است. سه خطی درونی (پایینی) آن ☶، 艮 (مرز) یا 山 (کوه) و سه خطی بیرونی (بالایی) آن ☴، 巽 (خاک) یا 風 (باد) است.
| کاراکتر                     | ䷴            | ䷴            |
| نام یونیکد                  | شش‌خطی پیشرفت | شش‌خطی پیشرفت |
| کد کاراکتر                  | decimal      | hex          |
| یونی‌کد                      | 19956        | 4DF4         |
| یوتی‌اف-۸                    | 228 183 180  | E4 B7 B4     |
| Numeric character reference | &#19956;     | &#x4DF4;     |

## شش‌خطی ۵۴
شش‌خطی ۵۴ به 歸妹 (تلفظ: guī mèi؛ معنی: تغییر دوشیزه) نامگذاری شده‌است. دیگر نسخه‌های آن، «ازدواج دوشیزه» و «بازگشت دوشیزه» است. سه خطی درونی (پایینی) آن ☱، 兌 (باز) یا 澤 (مرداب) و سه خطی بیرونی (بالایی) آن ☳، 震 (لرزش) یا 雷 (تندر) است.
| کاراکتر                     | ䷵                        | ䷵                        |
| نام یونیکد                  | شش‌خطی دوشیزهٔ ازدواج کرده | شش‌خطی دوشیزهٔ ازدواج کرده |
| کد کاراکتر                  | decimal                  | hex                      |
| یونی‌کد                      | 19957                    | 4DF5                     |
| یوتی‌اف-۸                    | 228 183 181              | E4 B7 B5                 |
| Numeric character reference | &#19957;                 | &#x4DF5;                 |

## شش خطی ۵۵
شش‌خطی ۵۵ به 豐 (تلفظ: fēng؛ معنی: فراوانی) نامگذاری شده‌است. سه خطی درونی (پایینی) آن ☲، 離 (درخشندگی) یا 火 (آتش) و سه خطی بیرونی (بالایی) آن ☳، 震 (لرزش) یا 雷 (تندر) است.
| کاراکتر                     | ䷶             | ䷶             |
| نام یونیکد                  | شش‌خطی فراوانی | شش‌خطی فراوانی |
| کد کاراکتر                  | decimal       | hex           |
| یونی‌کد                      | 19958         | 4DF6          |
| یوتی‌اف-۸                    | 228 183 182   | E4 B7 B6      |
| Numeric character reference | &#19958;      | &#x4DF6;      |

## شش‌خطی ۵۶
شش‌خطی ۵۶ به 旅 (تلفظ: lǚ؛ معنی: سکونت موقت) نامگذاری شده‌است. دیگر نسخه‌های آن، «سرگردان» و «مسافرت» است. سه خطی درونی (پایینی) آن ☶، 艮 (مرز) یا 山 (کوه) و سه خطی بیرونی (بالایی) آن ☲، 離 (درخشندگی) یا 火 (آتش) است.
| کاراکتر                     | ䷷           | ䷷           |
| نام یونیکد                  | شش‌خطی آواره | شش‌خطی آواره |
| کد کاراکتر                  | decimal     | hex         |
| یونی‌کد                      | 19959       | 4DF7        |
| یوتی‌اف-۸                    | 228 183 183 | E4 B7 B7    |
| Numeric character reference | &#19959;    | &#x4DF7;    |

## شش‌خطی ۵۷
شش‌خطی ۵۷ به 巽 (تلفظ: xùn؛ معنی: زمین) نامگذاری شده‌است. دیگر نسخه‌های آن، «آرام» و «محاسبات» است. سه خطی درونی (پایینی) و بیرونی (بالایی) آن ☴، 巽 (خاک) یا 風 (باد) است.
| کاراکتر                     | ䷸              | ䷸              |
| نام یونیکد                  | شش‌خطی باد آرام | شش‌خطی باد آرام |
| کد کاراکتر                  | decimal        | hex            |
| یونی‌کد                      | 19960          | 4DF8           |
| یوتی‌اف-۸                    | 228 183 184    | E4 B7 B8       |
| Numeric character reference | &#19960;       | &#x4DF8;       |

## شش‌خطی ۵۸
شش‌خطی ۵۸ به 兌 (تلفظ: duì؛ معنی: باز) نامگذاری شده‌است. دیگر نسخه‌های آن، «دریاچه لذت‌بخش» و «غصب» است. سه خطی درونی (پایینی) و بیرونی (بالایی) آن ☱، 兌 (باز) یا 澤 (مرداب) است.
| کاراکتر                     | ䷹                   | ䷹                   |
| نام یونیکد                  | شش‌خطی دریاچه لذت‌بخش | شش‌خطی دریاچه لذت‌بخش |
| کد کاراکتر                  | decimal             | hex                 |
| یونی‌کد                      | 19961               | 4DF9                |
| یوتی‌اف-۸                    | 228 183 185         | E4 B7 B9            |
| Numeric character reference | &#19961;            | &#x4DF9;            |

## شش‌خطی ۵۹
شش‌خطی ۵۹ به 渙 (تلفظ: huàn؛ معنی: پراکندگی) نامگذاری شده‌است. دیگر نسخه آن، «تجزیه» است. سه خطی درونی (پایینی) آن ☵، 坎 (حرص) یا 水 (آب) و سه خطی بیرونی (بالایی) آن ☴، 巽 (خاک) یا 風 (باد) است.
| کاراکتر                     | ䷺              | ䷺              |
| نام یونیکد                  | شش‌خطی پراکندگی | شش‌خطی پراکندگی |
| کد کاراکتر                  | decimal        | hex            |
| یونی‌کد                      | 19962          | 4DFA           |
| یوتی‌اف-۸                    | 228 183 186    | E4 B7 BA       |
| Numeric character reference | &#19962;       | &#x4DF;        |

## شش خطی ۶۰
شش‌خطی ۶۰ به 節 (تلفظ: jié؛ معنی: مفصل‌بندی) نامگذاری شده‌است. دیگر نسخه‌های آن، «محدودیت» و «میانه‌روی» است. سه خطی درونی (پایینی) آن ☱، 兌 (باز) یا 澤 (مرداب) و سه خطی بیرونی (بالایی) آن ☵، 坎 (حرص) یا 水 (آب) است.
| کاراکتر                     | ䷻             | ䷻             |
| نام یونیکد                  | شش‌خطی محدودیت | شش‌خطی محدودیت |
| کد کاراکتر                  | decimal       | hex           |
| یونی‌کد                      | 19963         | 4DFB          |
| یوتی‌اف-۸                    | 228 183 187   | E4 B7 BB      |
| Numeric character reference | &#19963;      | &#x4DFB;      |

## شش خطی ۶۱
شش‌خطی ۶۱ به 中孚 (تلفظ: zhōng fú؛ معنی: بازگشت درونی) نامگذاری شده‌است. دیگر نسخه آن، «حقیقت درونی» است. سه خطی درونی (پایینی) آن ☱، 兌 (باز) یا 澤 (مرداب) و سه خطی بیرونی (بالایی) آن ☴، 巽 (خاک) یا 風 (باد) است.
| کاراکتر                     | ䷼                 | ䷼                 |
| نام یونیکد                  | شش‌خطی حقیقت درونی | شش‌خطی حقیقت درونی |
| کد کاراکتر                  | decimal           | hex               |
| یونی‌کد                      | 19964             | 4DFC              |
| یوتی‌اف-۸                    | 228 183 188       | E4 B7 BC          |
| Numeric character reference | &#19964;          | &#x4DFC;          |

## شش‌خطی ۶۲
شش‌خطی ۶۲ به 小過 (تلفظ: xiǎo guò؛ معنی: افزونگی کم) نامگذاری شده‌است. دیگر نسخه‌های آن، «برتری اندک» و «پیش افتادن کم» است. سه خطی درونی (پایینی) آن ☶، 艮 (مرز) یا 山 (کوه) و سه خطی بیرونی (بالایی) آن ☳، 震 (لرزش) یا 雷 (تندر) است.
| کاراکتر                     | ䷽              | ䷽              |
| نام یونیکد                  | شش‌خطی برتری کم | شش‌خطی برتری کم |
| کد کاراکتر                  | decimal        | hex            |
| یونی‌کد                      | 19965          | 4DFD           |
| یوتی‌اف-۸                    | 228 183 189    | E4 B7 BD       |
| Numeric character reference | &#19965;       | &#x4DFD;       |

## شش‌خطی ۶۳
شش‌خطی ۶۳ به 既濟 (تلفظ: jì jì؛ معنی: انجام شده) نامگذاری شده‌است. دیگر نسخه‌های آن، «پس از تکمیل» و «کامل شده» است. سه خطی درونی (پایینی) آن ☲، 離 (درخشندگی) یا 火 (آتش) و سه خطی بیرونی (بالایی) آن ☵، 坎 (حرص) یا 水 (آب) است.
| کاراکتر                     | ䷾                 | ䷾                 |
| نام یونیکد                  | شش‌خطی پس از تکمیل | شش‌خطی پس از تکمیل |
| کد کاراکتر                  | decimal           | hex               |
| یونی‌کد                      | 19966             | 4DFE              |
| یوتی‌اف-۸                    | 228 183 190       | E4 B7 BE          |
| Numeric character reference | &#19966;          | &#x4DFE;          |

## شش‌خطی ۶۴
شش‌خطی ۶۴ به 未濟 (تلفظ: wèi jì؛ معنی: شروع به کار نکرده) نامگذاری شده‌است. دیگر نسخه‌های آن، «پیش از تکمیل» و «کامل نشده» است. سه خطی درونی (پایینی) آن ☵، 坎 (حرص) یا 水 (آب) و سه خطی بیرونی (بالایی) آن ☲، 離 (درخشندگی) یا 火 (آتش) است.
| کاراکتر                     | ䷿                  | ䷿                  |
| نام یونیکد                  | شش‌خطی پیش از تکمیل | شش‌خطی پیش از تکمیل |
| کد کاراکتر                  | decimal            | hex                |
| یونی‌کد                      | 19967              | 4DFF               |
| یوتی‌اف-۸                    | 228 183 191        | E4 B7 BF           |
| Numeric character reference | &#19967;           | &#x4DFF;           |